# شیای باختری
شیا غربی یا امپراتوری تنغوت از ۱۰۳۸ تا ۱۲۲۷ میلادی بر بخش‌های جنوبی مغولستان حکومت می‌کرد.

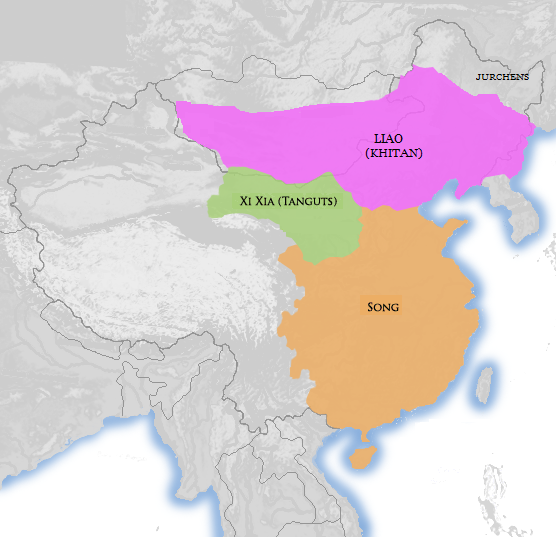
حکومت شیا غربی (سبز) در ۱۱۱۱ میلادی